# 全日本ボクシング選手権大会
全日本ボクシング選手権大会（ぜんにほんボクシングせんしゅけんたいかい）は、日本ボクシング連盟が主催する、アマチュアボクシングの全国大会である。

## 概要
日本ボクシングの父・渡辺勇次郎が主体的役割を果たし1926年11月27日に、靖国神社相撲場で「第1回全日本アマチュア拳闘選手権大会」が開催された。そして、戦争による休止を経て1946年より毎年開催されている伝統ある大会である。2013年の第83回大会からアマチュアの名称が外された。
開催時期は毎年11月（年度によっては変動あり）で、国体のリハーサル大会（第36回より一部年度除く）として都道府県ごとの持ち回りとなるが、2020年の第90回より全日本女子ボクシング選手権大会（シニア）との併催で東京都の墨田区総合体育館での固定開催になり、国体リハーサルは全日本社会人ボクシング選手権大会・全日本女子ボクシング選手権大会（ジュニア）に譲る予定であったが、新型コロナウイルス感染拡大の影響により複数日にかかるトーナメントの継続が困難と判断されたため、2020年大会は中止が決定され、2021年より移行された。これより男女統一された大会として大会名も従来の「第●回全日本ボクシング選手権大会」の回数表記から「20XX全日本ボクシング選手権大会」の年号表記に変わった。
アマチュアボクシング日本一が決定され、原則としてこの大会の優勝者がその年のアマチュアボクシングの全日本ランキングでチャンピオンにランクされる。オリンピック及び世界選手権などの国際大会を目指す日本代表の選考会も兼ねる一方、ここで成績を残しプロに転じる選手も多い。
2011年よりAIBAオフィシャルルールが全面導入されている。

### 参加資格
18歳以上41歳未満で練習開始から1年以上が経過したJABF登録男子選手。
2013年までは15歳以上（高校生）も参加できたが、AIBAより通達されたため出場不可になった。また、上限も2012年までは35歳未満だった。

### 出場枠
各階級ごとに、日本ボクシング連盟9ブロック（北海道・東北・関東・北信越・東海・関西・中国・四国・九州）の各予選から1名、大会開催都道府県から1名、に加えて、以下にあげる日本連盟推薦選手が出場する（2011年までは東京ブロックが存在したが以降は廃止され関東ブロックに編入。2012年は東京都で開催された）。
日本連盟推薦
- 前年度当大会優勝者
- 前年度国民体育大会成年の部優勝者
- 国際大会活躍選手
- 当該年度関西大学リーグ戦5戦全勝者
- 当該年度関東大学リーグ戦5戦全勝者
- 当該年度関東大学リーグ戦階級賞受賞者
- 上記以外で日本連盟が推薦する者

## 歴代開催地
| 回 | 年度 | 開催地                               | 会場                                   | 備考                                 |
| -- | ---- | ------------------------------------ | -------------------------------------- | ------------------------------------ |
| 1  | 1926 | 東京                                 | 靖国神社相撲場所                       | 第1回                                |
| 2  | 1928 | 東京                                 | 靖国神社相撲場所                       |                                      |
| 3  | 1928 | 東京                                 | 靖国神社相撲場所                       |                                      |
| 4  | 1929 | 東京                                 | 靖国神社相撲場所                       |                                      |
| 5  | 1930 | 東京                                 | 日比谷                                 | 連盟認定                             |
| 5  | 1930 | 東京                                 | 日比谷                                 | 協会認定                             |
| 6  | 1931 | 東京                                 | 日比谷                                 | 連盟認定                             |
| 6  | 1931 | 東京                                 | 日比谷                                 | 協会認定                             |
| 7  | 1932 | 東京                                 | 日比谷                                 | 統一                                 |
| 8  | 1933 | 東京                                 | 明治神宮                               | 明治神宮体育大会の1競技として        |
| 9  | 1934 | 東京                                 | 日比谷                                 |                                      |
| 10 | 1935 | 東京                                 | 明治神宮                               | 明治神宮体育大会の1競技として        |
| 11 | 1936 | 東京                                 | 日比谷                                 |                                      |
| 12 | 1937 | 兵庫                                 | 甲子園                                 |                                      |
| 13 | 1938 | 東京                                 | 明治神宮                               |                                      |
| 14 | 1939 | 戦争のため中止                       | 戦争のため中止                         | 戦争のため中止                       |
| 15 | 1940 | 東京                                 | 明治神宮                               | 明治神宮国民体育大会の1競技として    |
| 16 | 1946 | 東京                                 | 明治神宮                               |                                      |
| 17 | 1947 | 東京                                 | 田園コロシアム                         |                                      |
| 18 | 1948 | 愛知                                 | 名古屋                                 |                                      |
| 19 | 1949 | 東京                                 | 三田ホール                             |                                      |
| 20 | 1950 | 兵庫                                 | 西宮                                   |                                      |
| 21 | 1951 | 山形                                 | 山形市立第三中学校                     | 初の国体リハーサル大会               |
| 22 | 1952 | 愛媛                                 | 愛宕山特設リンク                       |                                      |
| 23 | 1953 | 東京                                 | 田園コロシアム                         |                                      |
| 24 | 1954 | 香川                                 | 丸亀                                   |                                      |
| 25 | 1955 | 東京                                 | 国際スタジアム                         |                                      |
| 26 | 1956 | 東京                                 | 千駄ヶ谷                               |                                      |
| 27 | 1957 | 富山                                 | 高岡市立志貫野中学校体育館             |                                      |
| 28 | 1958 | 東京                                 | 日大講堂                               |                                      |
| 29 | 1959 | 岡山                                 |                                        |                                      |
| 30 | 1960 | 東京                                 | 後楽園ジムナジアム                     |                                      |
| 31 | 1961 | 東京                                 | 後楽園ジムナジアム                     |                                      |
| 32 | 1962 | 秋田                                 |                                        |                                      |
| 33 | 1963 | 東京                                 | 日大講堂                               |                                      |
| 34 | 1964 | 東京                                 | 渋谷                                   |                                      |
| 35 | 1965 | 岩手                                 | 水沢                                   |                                      |
| 36 | 1966 | 埼玉                                 | 本庄東中体育館                         |                                      |
| 37 | 1967 | 東京                                 | 京華学園                               |                                      |
| 38 | 1968 | 長崎                                 | 桜馬場中学校体育館                     |                                      |
| 39 | 1969 | 東京                                 | 岸記念体育館                           |                                      |
| 40 | 1970 | 和歌山                               | 有田市民体育館                         |                                      |
| 41 | 1971 | 沖縄                                 | 寄宮体育館                             |                                      |
| 42 | 1972 | 千葉                                 | 習志野市民体育館                       |                                      |
| 43 | 1973 | 茨城                                 | 常陸太田市立太田中学校体育館           |                                      |
| 44 | 1974 | 三重                                 | 久居市体育館                           |                                      |
| 45 | 1975 | 佐賀                                 | 嬉野商業高校体育館                     |                                      |
| 46 | 1976 | 青森                                 | 七戸町立体育館                         |                                      |
| 47 | 1977 | 長野                                 | 丸子町営総合体育館                     |                                      |
| 48 | 1978 | 宮崎                                 | 宮崎日本大学高校体育館                 |                                      |
| 49 | 1979 | 栃木                                 | 西那須野町勤労青少年体育センター       |                                      |
| 50 | 1980 | 滋賀                                 | 能登川町民スポーツセンター             |                                      |
| 51 | 1981 | 島根                                 | 益田市民体育館                         |                                      |
| 52 | 1982 | 群馬                                 | 安中市立第一中学校体育館               |                                      |
| 53 | 1983 | 奈良                                 | 王寺町立王寺中学校体育館               |                                      |
| 54 | 1984 | 鳥取                                 | 溝口町民体育館                         |                                      |
| 55 | 1985 | 山梨                                 | 昭和町民体育館                         |                                      |
| 56 | 1986 | 沖縄                                 | 沖縄市体育館                           |                                      |
| 57 | 1987 | 京都                                 | 山城勤労者福祉会館                     |                                      |
| 58 | 1988 | 岩手                                 | 新日鐵釜石体育館                       |                                      |
| 59 | 1989 | 福岡                                 | 大牟田市民体育館                       |                                      |
| 60 | 1990 | 石川                                 | 金沢市中央市民体育館                   |                                      |
| 61 | 1991 | 山形                                 | 新庄南高校体育館                       |                                      |
| 62 | 1992 | 徳島                                 | 鴨島町民体育館                         |                                      |
| 63 | 1993 | 愛知                                 | 稲沢市総合体育館                       |                                      |
| 64 | 1994 | 福島                                 | 保原町体育館                           |                                      |
| 65 | 1995 | 広島                                 | 広島市中区スポーツセンター             |                                      |
| 66 | 1996 | 大阪                                 | 柏原市立柏原中学校屋内運動場           |                                      |
| 67 | 1997 | 神奈川                               | 茅ヶ崎市総合体育館                     |                                      |
| 68 | 1998 | 熊本                                 | 松島町総合センター アロマ              |                                      |
| 69 | 1999 | 富山                                 | 富山県産業創造センター                 |                                      |
| 70 | 2000 | 宮城                                 | 仙台サンプラザホール                   |                                      |
| 71 | 2001 | 高知                                 | 高知小津高校体育館                     |                                      |
| 72 | 2002 | 静岡                                 | 南熱海マリンホール                     |                                      |
| 73 | 2003 | 埼玉                                 | 大利根町文化体育館                     |                                      |
| 74 | 2004 | 岡山                                 | 岡山ドーム                             |                                      |
| 75 | 2005 | 兵庫                                 | 西宮市立中央体育館                     |                                      |
| 76 | 2006 | 秋田                                 | 男鹿市若美総合体育館                   |                                      |
| 77 | 2007 | 大分                                 | 津久見高校体育館                       |                                      |
| 78 | 2008 | 新潟                                 | 加茂勤労者体育センター                 |                                      |
| 79 | 2009 | 千葉                                 | 鴨川市総合運動施設文化体育館           |                                      |
| 80 | 2010 | 山口                                 | 上関町民体育館                         |                                      |
| 81 | 2011 | 岐阜                                 | 岐阜産業会館                           |                                      |
| 82 | 2012 | 東京                                 | 日野市市民の森ふれあいホール           |                                      |
| 83 | 2013 | 長崎                                 | 雲仙市吾妻体育館                       |                                      |
| 84 | 2014 | 和歌山                               | 田辺スポーツパーク体育館               |                                      |
| 85 | 2015 | 岩手                                 | 水沢市体育館                           |                                      |
| 86 | 2016 | 愛媛                                 | 松前公園体育館                         |                                      |
| 87 | 2017 | 福井                                 | 福井県産業会館                         |                                      |
| 88 | 2018 | 茨城                                 | 茨城県立水戸桜ノ牧高等学校常北校体育館 |                                      |
| 89 | 2019 | 鹿児島                               | 阿久根総合運動公園総合体育館           |                                      |
| 90 | 2020 | 新型コロナウイルス感染拡大のため中止 | 新型コロナウイルス感染拡大のため中止   | 新型コロナウイルス感染拡大のため中止 |
| 91 | 2021 | 東京                                 | 墨田区総合体育館                       | 国体リハーサルではない大会           |
| 92 | 2022 | 東京                                 | 墨田区総合体育館                       |                                      |

## 歴代最優秀選手
| 回 | 年度 | 受賞者     | 階級               |
| -- | ---- | ---------- | ------------------ |
| 75 | 2005 | 菊地智則   | ミドル級           |
| 76 | 2006 | 笹原伊史   | フェザー級         |
| 77 | 2007 | 川内将嗣   | ライトウェルター級 |
| 78 | 2008 | 川内将嗣   | ライトウェルター級 |
| 79 | 2009 | 川内将嗣   | ライトウェルター級 |
| 80 | 2010 | 林田太郎   | ライトフライ級     |
| 81 | 2011 | 村田諒太   | ミドル級           |
| 82 | 2012 | 中澤奨     | バンタム級         |
| 83 | 2013 | 鈴木康弘   | ウェルター級       |
| 84 | 2014 | 川内将嗣   | ライトウェルター級 |
| 85 | 2015 | 森坂嵐     | バンタム級         |
| 86 | 2016 | 田中亮明   | フライ級           |
| 87 | 2017 | 堤駿斗     | バンタム級         |
| 88 | 2018 | 森脇唯人   | ミドル級           |
| 89 | 2019 | 岡澤セオン | ウェルター級       |
| 91 | 2021 | 秋山佑汰   | ウェルター級       |
| 92 | 2022 | 大橋蓮     | ライト級           |

## 全日本選手権優勝歴のあるプロボクサー・格闘家
太字はオリンピック出場選手
- 熊谷二郎（1926・28）
- 岡本不二（1926-29）
- 臼田金太郎（1928）
- 花田陽一郎（1933）
- 宮間佐治郎（1935・36）
- 後藤秀夫（1948）
- 田中敏朗（1951・54）
- 米倉健志（1956）
- 池山伊佐巳（1957・58）
- 牧昭男（1958）
- 川上林成（1958・59・60）
- 芳賀勝男（1959）
- 高橋美徳（1959・60）
- 田辺清（1959-61）
- 河合哲朗（1961）
- 丸山忠行（1962・63・64）
- 桜井孝雄（1963・64）
- 森岡栄治（1965-68）
- 高山将孝（1966・67）
- タッド岡本（1968）
- 辻本章次（1968）
- フリッパー上原（1970）
- 上原康恒（1970・71）
- 笠原優（1971）
- ロイヤル小林（1971・72）
- バトルホーク風間（1972）
- 石垣仁（1974-76）
- 亀田昭雄（1975）
- 瀬川幸雄（1976・77）
- 三原正（1977）
- 石井幸喜（1977・78）
- 田名部雅寛（1980・81）
- 平仲明信（1983）
- 東悟（1983-85・87・88）
- 赤城武幸（1984-86）
- 瀬川設男（1988・89）
- 荒井秀顕（1989）
- 三谷大和（1989・90・92）
- 天田ヒロミ（1996）
- 柳川荒士（1996）
- 富本慶久（1997）
- 松橋拓二（1998）
- 山口裕司（1999）
- 佐藤賢治（1999・2000）
- 相澤国之（2000）
- 木村悠（2002）
- 佐藤幸治（1999-2003）
- 内山高志（2001-03）
- 五十嵐俊幸（2003・04）
- 亀海喜寛（2004）
- 細野悟（2004）
- 村田諒太（2004・07・09-11）
- 岡田隆志（2005）
- 石崎義人（2006）
- 上林巨人（2006）
- 松本晋太郎（2006）
- 清水聡（2007・09）
- 丸亀光（2008）
- 井上尚弥（2011）
- 藤田大和（2011）
- 中澤奨（2012）
- 斎藤一貴（2013）
- 藤田健児（2013・14）
- 但馬ミツロ（2014・15）
- 坪井智也（2014-17・23）
- 友松藍（2016）
- 木村蓮太朗（2016）
- 馬場龍成（2017）
- 堤駿斗（2017・19）
- 重岡優大（2018）
- 村田昴（2018）
- 松本流星（2021）
- 荒本一成（2022）
- 大橋蓮（2022）
- 横山葵海（2022）
- 田中将吾（2023）
- 田中空（2023）
- 中山慧大（2023）
- 堤麗斗（2024）

## 放送
大会から約1週間後にEテレで各階級決勝戦の模様がダイジェスト放送される。なお2018年・2019年大会はNHK BS1で生中継されていた。2021年大会は、日本ボクシング連盟の公式Youtubeチャンネルで全試合生中継が行われる。また、12月21日にフジテレビ（関東ローカル）で決勝戦の模様をダイジェスト放送。また、FOD・Tverで見逃し配信も行われる。
2022年大会はスポーツナビで全試合がライブ配信された。

### ゲスト解説
- 井上尚弥（2018年）
- 内山高志（2019年）
- 八重樫東・岡澤セオン（2021年）